# FFVD
FFVD(Final, Fully Verified Denuclearization)는 북한 비핵화에 대한 미국의 해결 원칙이다. 최종적이고 완전히 검증된 비핵화라고 번역한다.

## 역사
2018년 6월, 싱가포르에서 열린 2018년 북미 정상회담까지 미국은 CVID를 강조했지만, 한 달 뒤부터는 FFVD를 주장했다.
2018년 7월, 마이크 폼페이오 국무장관은 북한을 방문하기에 앞서 "김정은 위원장이 FFVD를 약속했다"며, 이는 미국의 북핵 해결 원칙이라고 못 박았다. 이후 미국은 CVID와 FFVD를 혼용하다가 10월부터는 FFVD로 거의 '단일화' 해왔다.
- CVID - 완전하고 검증가능하며 돌이킬 수 없는 비핵화(Complete Verifiable Irreversible Dismantling), 2002년 10월 3일 조지 W. 부시 행정부, 리비아 모델이다.
- FFVD - 최종적이고 완전히 검증된 비핵화(Final, Fully Verified Denuclearization), 2018년 6월 도널드 트럼프 행정부

FFVD는 CVID와 말만 달라졌을 뿐 실질적인 의미는 거의 똑같다는 것이 전문가들의 분석이다.
마이크 폼페이오 미 국무장관은 2018년 북미 정상회담  며칠 전 "CVID만이 우리가 용납할 수 있는 회담 결과"라고 했다. 그런데 2018년 북미 정상회담 합의문에는 완전한 비핵화(Complete Dismantling)라고만 명시되었다. 검증가능하며 돌이킬 수 없는(VI, Verifiable Irreversible)이 빠졌다면서, 김정은의 협상전략에 당한 것이 아니냐는 비판에, 미국은 완전한 비핵화(CD)에는 당연히 VI가 포함된다고 말했다. 그런 비판이 있은 후에, 미국 정부는 CD가 아니라 FFVD라는 말을 쓰기 시작했다.

## 핵동결 입구론
2019년 7월 9일, 미국 국무부 모건 오테이거스 대변인은 정례브리핑에서 최종 목표는 FFVD지만, 초기에는 대량살상무기의 동결을 원한다고 말했다.
2019년 6월 26일, 태영호 전 주영국 북한대사관 공사가 2019년 2월 북미정상회담을 하루 앞두고 "김정은은 핵포기 의사가 없다"도 단언했다. 김정은의 대남전략은 핵보유국 지위를 굳히려는 것이라면서, 현재 갖고 있는 핵은 유지하는 핵동결 전략을 써 미국 등 국제사회로부터 인도와 파키스탄과 같은 비공식 핵보유국으로 인정받으려한다는 것이다. 태 전 공사는 "파키스탄은 과거 3년간 미국과 협상하며 시간을 끌었고, 미국은 2001년 911 테러 이후 파키스탄의 핵 보유를 인정했다"며 "북한은 이를 보며 명분을 잘 내세우면 (핵 보유에 대한) 미국의 동의를 구할 수 있다는 것, 시간을 벌어야 한다는 것을 배웠다"고 했다.

## 핵무기 공유
북한 비핵화에 대한 근본적인 비판은, 바로 독일 비핵화다. 서독은 핵문제가 발생하자 독자 핵무장을 천명했다. 그러자 미국이 이를 적극적으로 반대하고 저지하여, 독일은 대규모 원전 국가가 되어 대규모 핵연구소와 핵연구자들을 보유했지만, 독자 핵무장은 하지 않았고, 대신 미국과 핵무기 공유를 했다.
이 핵무기 공유는, 따라서 독자 핵무장 추진 보다 바로 아랫단계의 핵무장 상태로서, 2차대전의 전범국이자 유럽 최대 강대국 독일이 냉전시절부터 채택하여 온 핵무장 정책인데, 북한이 리비아식 비핵화인 CVID를 한다면, 리비아처럼 정권이 전복되고 카다피가 살해되지 않는 한, 독일식의 핵무기 공유를 할 가능성이 상당하다. 그런데, 이 독일식 핵무장법인 핵무기 공유는 사실상 독자 핵무장과 별다른 차이가 없다.
즉, 현재 국제사회는 세가지 핵무장 방법이 있다.
- 독자 핵무장: 프랑스
- 핵무기 공유: 독일
- 핵우산: 일본, 한국

북한이 독자 핵무장을 하나, 그 보다 한 단계 아래인 핵무기 공유를 하나, 핵우산을 하고 있는 한국, 일본이 불안하기는 마찬가지다. 그러면, 과연 북한이 독자 핵무장을 완성했는데, 그것을 포기하고, 예전의 미개할 때의 핵우산으로 간다고 보기는 좀 어렵다. 핵무기 공유로 갈 가능성이 높다. 그렇다면, 독자 핵무장이나 핵무기 공유나 한국, 일본에는 별다른 차이가 없는 큰 위협이다. 따라서, 한국, 일본은 독자 핵무장은 불가하다는 것이 미국의 서방세계에 대한 매우 일관된 정책이므로, 그렇다고 기존의 핵우산에만 머물러 있어도 될 정도로 북한의 핵무장 수준이 동결된 것도 아니고, 엄청나게 급진된 상태이므로, 한국, 일본은 반드시 핵무기 공유로 가려고 할 것이다.
결국, 북한이 독자 핵무장을 해도 한일은 핵무기 공유로 갈 것이고, 북한이 비핵화를 해서 핵무기 공유를 하더라도 한일은 핵무기 공유로 맞받을 것이다. 북한이 핵우산으로 간다고 볼 가능성은 매우 낮다. 리비아는 비핵화를 하고 핵우산으로 갔지만, 정권이 몰락하고 카다피가 살해되어, 북한이 이런 체제보장이 안되는 리비아식은 매우 반대하고 있다. 그렇다면, 결국 핵무기 공유쪽으로 갈 것이다.
핵무기 공유는, 김정은이 계속 새벽에 불시의 미사일 발사를 지시한다. 단지 중국군이나 러시아군이 중국산 러시아산 수소폭탄을 미사일에 미리 장전해 놓고, 북한과 듀얼키를 돌려서 핵탄두를 활성화하는 방식이다. 어차피 김정은이 좋아하는 새벽의 불시 발사는 매한가지다.
결국, 북한 핵무장과 비핵화의 차이가 별로 크지 않다. 어차피 한일도 듀얼키의 맞핵무장인 핵무기 공유로 가게 될 것이다. 그렇다면, 왜 그렇게 굳이 애써서, 북한 핵무장을 해야만 하는지는, 의문이다. IAEA 사찰단이 북한에 자유롭게 사찰하든 못하든, 한일은 어차피 핵무기 공유로 가게 될 것이니까. 결국, 북한 비핵화는 탁상공론이며 실익없는 논쟁이란 비판이 있을 수 있다.
이런 비판은 트럼프 행정부의 FFVD에도 동일하게 적용된다.

## 단계적 비핵화
리비아 모델로 알려진 CVID는 공화당 조지 W. 부시 행정부에서 정의한 비핵화 개념이다. 일시적 완전한 비핵화로 존 볼턴이 성공시킨 비핵화 사례다. 공화당 도널드 트럼프 대통령은 이러한 존 볼턴을 미국 국가안보보좌관에 임명하여, CVID를 북한에도 적용하고자 했다.
그러나, 북한이 단계적 비핵화만을 주장하며 매우 반발하였고, 결국 존 볼턴이 사임하며 도널드 트럼프 대통령은 점진적 단계적 비핵화를 시도하겠다고 말했다.
중국, 러시아, 북한은 단계적 비핵화를 주장한다. 한국의 좌파 문재인 정부도 단계적 비핵화를 주장한다. 미국만이 일시적 비핵화인 CVID를 주장했다. 한국의 우파 정부들은 모두 일시적 비핵화인 CVID를 주장했다.
존 볼턴이 사임하고 트럼프 대통령이 "새 방법"이라는 단계적 비핵화를 천명함에 따라, 북한은 사실상 핵무장 승인을 미국에게서 받아내었다. 단계적 비핵화란 일종의 명칭사기로서, 비핵화를 언젠가는 하겠다고 하는 미국, 러시아의 입장이 바로 단계적 비핵화, 단계적 핵군축의 주장이다. 핵보유국들이 앞으로 우리는 핵무기를 늘리지 않고 점차 줄여나가겠다. 무조건은 아니고 상대국이 같이 줄여나가겠다면. 이런 주장으로, 북한이 핵보유국의 전통적인 비핵화 말장난을 그대로 따라 하는 것이다.
그러나, 트럼프 대통령이 북한의 단계적 비핵화를 받아들이면서, 북한은 핵무기는 전혀 줄이지 않고, 유엔의 경제봉쇄를 풀 수 있게 되었다. 단계적이라지만, 일정이 정해진 이야기도 아니어서, 마치 단계적 평화 통일론처럼 매우 추상적이고 뜬구름 잡는 소리이다. 언젠가 지구가 천국이 되면 우리도 핵무기를 없애지 않겠느냐. 뭐 이런 주장이다.
이러한 말장난인 단계적 비핵화를 트럼프 대통령이 받아들일 수 밖에 없었던 이유는, 일시적 비핵화 CIVD를 단 한번이라도 다시 주장하면, 비핵화 협상은 완전히 종결될 것이라는 북한의 협박에 항복해서이다. 그래서 트럼프 행정부가 발표한 FFVD라는 개념은 단계적 비핵화, 즉 말만 비핵화지 북한을 사실상 핵무장국으로 미국이 국제적으로 승인하는 것을 의미하게 되었다.
존 볼턴이 트럼프 대통령에게서 해고되자, 곧바로 대통령을 향해 강력한 비판을 했는데, 북한, 이란과의 핵협상은 실패할 것이라고 말했다. 그러나, 단계적 비핵화를 선택한 자체가 이미 사실상 핵협상은 종료된 것이다. 단계적 비핵화는 천년이나 만년이 지나면 언젠가는 비핵화를 할 것인데, 너와 관계가 좋아지고, 너의 군대가 같이 군축을 하고, 기타 만족할 만한 상응조치가 있으면 내가 언젠가 비핵화를 하겠다는, 핵보유국들 정치인들이 상투적으로 하는 주장이다. 한마디로 비핵화란 멋진 말만 쓰면서, 연설만 멋있게 하면서, 사실상은 전혀 비핵화를 안하겠다는 소리다.
2019년 4월 29일, 태영호 전 영국 주재 북한 공사는 서울 프레스센터에서 ‘대한민국수호회의’ 등 11개 우파단체가 공동으로 주최한 ‘제4차 자유진영 시국 대토론회’에 나와 "단계적 비핵화를 수용하는 것은 결국 북한을 핵보유국으로 만들어주는 것"이라고 주장했다.

## 단계적 핵무장
단계적 비핵화라는 개념에 함축되었지만, 전세계와 국내 언론이 모두 침묵하고 있는 것은, 한국의 단계적 핵무장이다. 즉, 북한이 언제 비핵화를 완료하겠다고 날짜를 못밖지 않는 것이, 빅딜 형식의 일시적 비핵화인 CVID와는 다른 단계적 비핵화 FFVD이다. 그러면 그 상당한 세월 동안은 북한이 핵무기로 한국을 조준하는 상태가 되는데, 한국은 현재 한국군과 주한미군이 모두 일시적 비핵화인 CVID를 선이행한 상태에 있다. 즉, 핵무기가 전혀 없다.
단계적 비핵화는 한국군과 주한미군이 군축을 10% 하면, 북한도 핵무기와 핵시설을 10% 감축하는 개념으로, 한국군과 주한미군이 현재 일시적 비핵화인 CVID를 선이행한 상태라면, 더 군축을 해 줄 수 있는 여지가 없어진다. 군축을 우리가 해주지 않으면, 북한은 더 이상 핵군축을 안 하겠다는 것이 단계적 비핵화다. 따라서, 우리가 군축을 해주려면, 핵무기가 북한과 동수를 갖고 있어야 한다. 그래야 우리도 10% 핵군축을 할테니, 너희도 10% 핵군축을 하라. 이렇게 협상이 되는 것이다.
따라서, 한국에는 곧 북한과 동수의 핵무기가 배치될 것이거나, 이미 되어 있을 것으로 쉽게 추측할 수 있다. 주한미군이 핵무기를 갖고 있는 것만으로는 제대로 비핵화 협상이 되기 힘들기 때문에, 왜냐하면, 주한미군은 핵무기가 있으나 없으나, 요코하마에 배치되어 있는 미국 제7함대 기함인 항공모함에 핵무기가 가득 적재되어 있다. 요코하마에서 북한 전역을 즉시 핵공격할 수 있다. 즉 주한미군 육군은 핵무기를 갖든 안갖든 북한과의 동시이행적 단계적 비핵화 협상에 무슨 큰 이슈가 안 된다는 것이다.
트럼프 대통령은 대선공약에서 한국과 일본을 핵무장 승인하겠다고 했는데, 아마도, 한국군이 독자적 핵무기를 북한과 동수로 보유하고, 서로 동시이행적 단계적으로 핵군축을 하는 방식이 채택될 가능성이 크다. 그렇지 않으면, 한국군과 주한미군이 너무 많은 재래식 군대 군축을 해야 하기 때문이다.
북한의 10% 핵군축에 상응하는 한국군과 주한미군의 재래식 군대 군축은 매우 규모가 크다. 핵무기의 파괴력이 크기 때문이다. 그러면 고작 10% 북한 핵군축을 이루기 위해 방대한 재래식 군대를 감축하는 것에 대해 한국 국방부나 미국 국방부가 찬성할 리가 없다. 한미가 군축을 하지 않으면 북한이 10%도 핵군축을 안할 것이다. 즉 이렇게 되면 단계적 비핵화도 실패할 수 밖에 없게 된다. 따라서, 곧 한국이 NPT를 탈퇴하고 독자 핵무장을 북한과 동수로 갖게 될 가능성이 있다.

## 북한의 주장
대한민국의 진보정권, 중국, 러시아, 북한의 주장은 FFVD가 아니다. 즉, 비핵화의 정의를 미국 트럼프 행정부는 FFVD라고 주장한다. 최종적이고, 완전하고, 검증가능한 비핵화다. 그러나 북한의 주장은 최종적이지 않고, 완전하지 않고, 검증가능하지 않은 비핵화다.
이러한 주장의 배경은, 북한이 가난한 데 있다. 즉, 북한이 핵무장을 하지 않으면, 한국의 막대한 최첨단 재래식 군사력에 크게 뒤쳐진다. 그렇다고 미국이 FFVD를 하면 핵무장 때 만큼의 전투력을 최첨단 재래식 무기를 무상증여해서 전투력 손실이 없게 해주겠다는 약속을 하는 것도 아니다. 그냥 비핵화만 하라고 한다. 그러면 한국군의 최첨단 재래식 화력에 북한이 아무 대응수단이 없다. 북한은 가난해서 최첨단 재래식 무기를 살 수도 없고, 유지비를 감당할 수도 없다.
그렇다고 북한의 핵무장을 무제한적으로 용인하여, 전세계에 핵무기를 수출하고, 미국을 향해 ICBM으로 위협하는 것을 한국, 중국, 러시아 등은 반대한다. 즉, 제한적인 단거리 핵무장을 주장하고 있다. 이것을 단계적 비핵화라고도 부르는데, 그 내용을 가만히 들여다 보면, 최종적이지 않고, 완전하지 않고, 검증가능하지 않은 비핵화를 주장하는 것이다. 제한적인 핵무장이라고 볼 수도 있다.
따라서, 트럼프가 좋아하는 핵실험 금지, ICBM 발사 금지 등 제한적인 비핵화를 북한이 유지하면, 미국이 제한적으로 몇몇 경제봉쇄를 풀어달라는 것이 북한의 주장으로, 한국 집권좌파, 중국, 러시아도 이에 동의하고 있다. 푸틴은 미국의 FFVD가 현실성이 너무 결여된, 북한의 사정을 너무 감안하지 않은, 미국의 이익만을 위한 일방적인 주장이라고 비판했다.
이렇게 북한의 단거리 핵무장을 용인하게 되면, 한국에 대한 미국의 핵우산도, 한단계 업그레이드 하여, 독일식 핵공유를 하여, 남한 전역에 주한미군의 수소폭탄이 재배치될 것이다.
북한은 이러한 일관된 주장을 배경으로, 베트남에서 열린 2019년 2월 북미정상회담에서 영변 핵시설의 폐쇄를 제안했다. 대신 미국이 경제봉쇄를 좀 풀어달라는 것이다. 그러나 트럼프 대통령은 반대했는데, 경제봉쇄를 100% 다 풀어달라는 주장으로 오해를 했다. 북한의 주장은 경제봉쇄를 100% 다 풀어달라는 소리가 아니다. 북한 자신도 제한적인 비핵화를 할테니, 미국도 경제봉쇄를 절반 정도는 풀어달라. 이런 주장이다. 그러나 미국은 그 절반정도 풀어달라는 것의 내용을 들여다 보면, 사실상 100%라고 반발하고 있다. 그러한 구체적인 내용은 충분히 조정이 가능한 것인데, 여하튼 북한의 일관된 주장은, 완전한 비핵화는 힘들고, 제한적인 비핵화를 할테니, 미국도 완전히 경제봉쇄를 풀라는 것이 아니라, 어느정도 경제봉쇄를 풀어달라는 내용이다.
미국과 한국 우파는, 그렇게 되면 북한은 핵무장과 미국의 용인은 다 받아내고, 경제봉쇄까지 절반을 풀게 되어서, 북미협상에서 도대체 미국이 얻는 실익이 뭐냐고 반발한다. 그러나 푸틴 등의 주장은, 그러한 제한적인 비핵화와 제한적인 경제봉쇄해제 말고, 도대체 무슨 현실성 있는 협상안이 가능하겠느냐. 이런 태도다.

## 같이 보기
- CVID
- 유엔 안전 보장 이사회 결의